# Сар Саргсян

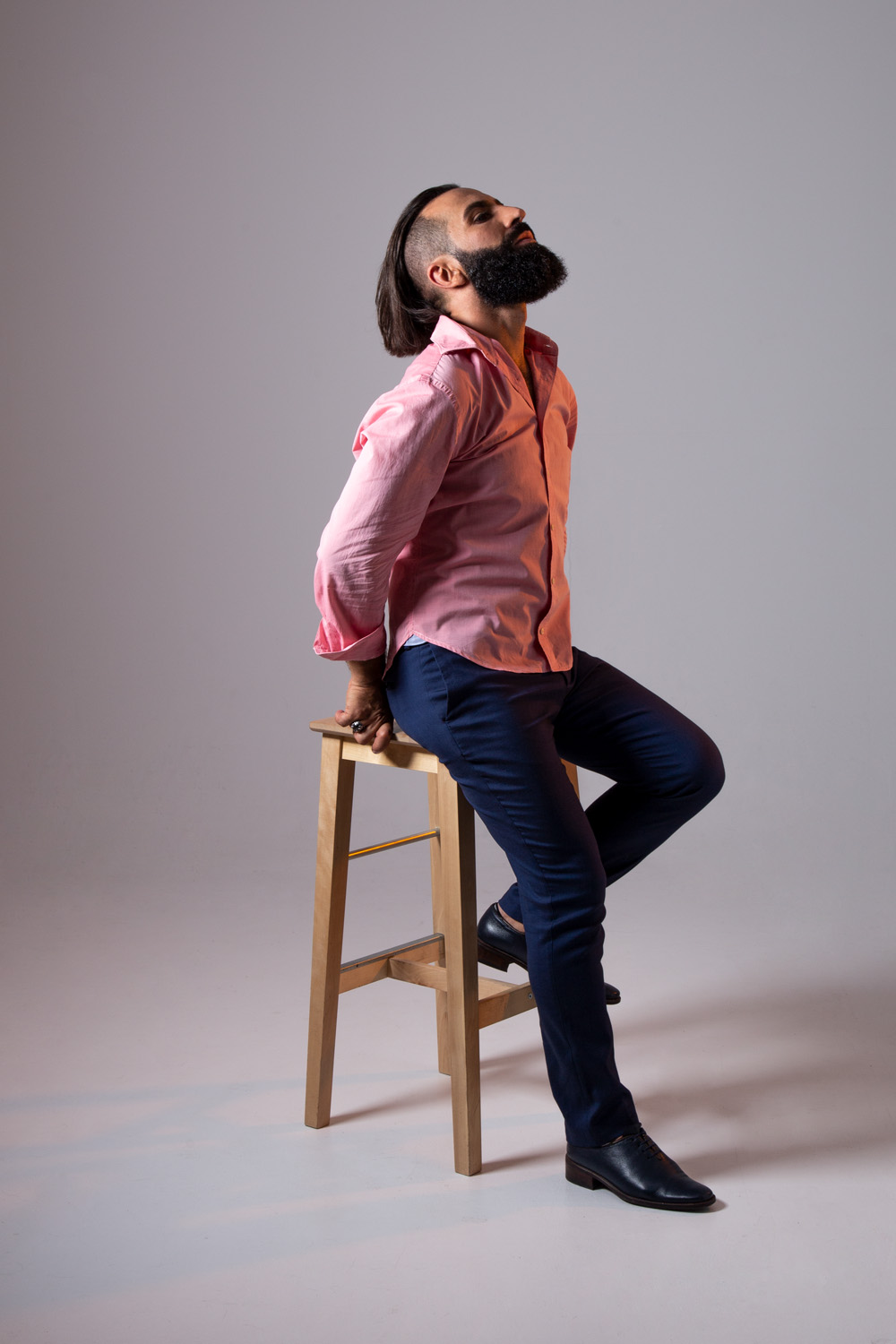

Сарибек Эдуардович Саргсян  (На армянском: Սարիբեկ Սարգսյան; Сценический псевдоним: Сар Саргсян / На армянском: Սար Սարգսյան; род. 19 марта 1981, Гадрут, НКАО) — армянский певец (баритон).

## Биография[1][2]
Родился 1981 г.  в посёлке Гадрут НКАО. Начальное музыкальное образование получил в Гадрутской музыкальной школе им. Комитаса. В 2002 окончил вокальное отделение Степанакертского музыкального училища им.Саят-Новы, класс педагога Светланы Агаджанян. В 2007 окончил вокальное отделение Ереванской гос. консерватории им. Комитаса, класс профессора Светланы Колосарян. В 2008 окончил аспирантуру Ереванской гос. консерватории, руководитель профессор С. Колосарян. Участвовал во многих концертах и имел сольные концерты в Нагорном Карабахе, Армении, Грузии, России, Украине, Болгарии, США, ОАЭ, Польше, Испании, Италии, Хорватии, Литве, Латвии, Китае, Греции и в других странах. С сольными концертными программами принимал участие в фестивалях  культуры  "Polonia Cantans 2016"  и  "ArtPark 2017" (Польша).
В 2012 году вышел его первый сольный диск «Карот» (Тоска). Вокалист выпустил 2 музыкальных клипа на песни Романоса Меликяна «Роза» (2010) и Вагаршака Котояна «Как мечта» (2011) режиссера Артема Акопяна.
Сар является инициатором и художественным руководителем Международного Фестиваля  «Vistula Sounds» (Звуки Вислы) им. Ирены Сантор в Цехоцинеке (Польша).
В репертуар Сара входят произведения армянских, русских и европейских композиторов. Совместно с академическими выступлениями развивает деятельность в эстрадном жанре.
Сар является членом жюри международных вокальных конкурсов.
С 2017 года Сар Саргсян постоянно проживает в Польше.

## Награды[9][10][11][12]
- Лауреат второго республиканского фестиваля-конкурса русской песни «Любимые песни России» (Армения 2012)
- Дипломант 6-го международного фестиваля-конкурса «Возрождение» (Армения 2014)
- Обладатель Гран-при 3-го вокального международного конкурса «Wiktoria» (Польша 2014)
- Обладатель Гран-при  4-го  международного  конкурса «Abanico» (Болгария  2015)
- Обладатель кубка и золотой медали 18-го международного фестиваля-конкурса «Chorus Inside Summer» (Италия 2015)
- Обладатель  Гран-при  и золотой медали 19-го международного фестиваля-конкурса «Chorus Inside Croatia» (Хорватия  2015)
- Победитель номинации "Классика" 15-го Международного вокального конкурса молодых талантов "Kaunas Talent» (Литва  2015)
- Обладатель Гран-при и первого места на Международном конкурсе "Gran Fiesta" (Испания 2016)
- Обладатель первого места на Международном вокальном конкурсе "Music League Talent" (Литва 2016)
- Удостоен сертификатами Министерства Диаспоры РА за участие в фестивалях  «Моя Армения» (2012,2016)  и «Комитас Вардапет» (2013) (Армения).
- Обладатель первого места на Международном вокальном конкурсе "Sofia Grand Prix " (Болгария 2017).